# 1964 en fantasy
| Années de la fantasy : 1961 - 1962 - 1963 - 1964 - 1965 - 1966 - 1967    |
| Décennies de la fantasy : 1930 - 1940 - 1950 - 1960 - 1970 - 1980 - 1990 |

L'année 1964 a été marquée, en matière de fantasy, par les événements suivants.

## Naissances et décès

### Naissances
- 26 mai : Caitlín R. Kiernan, romancière et scénariste de bande dessinée américaine.
- 6 juin : Jay Lake, romancier américain.
- 1er septembre : Martha Wells, romancière américaine.
- 1er décembre : Jo Walton, romancière britannique.

## Romans - Recueils de nouvelles ou anthologies - Nouvelles
- La Forêt de cristal (The Illuminated Man), nouvelle de J. G. Ballard parue dans The Magazine of Fantasy & Science Fiction ; cette nouvelle sera développée et paraîtra sous forme de roman en 1966 sous le titre The Crystal World